# Trude Sojka
Pour les articles homonymes, voir Sojka.
 (novembre 2016).
Si vous disposez d'ouvrages ou d'articles de référence ou si vous connaissez des sites web de qualité traitant du thème abordé ici, merci de compléter l'article en donnant les références utiles à sa vérifiabilité et en les liant à la section « Notes et références ».
Gertrud Trude Sojka Baum, plus couramment appelée Trude Sojka, née à Berlin, Empire allemand, le 9 décembre 1909, et morte à Quito, Équateur, le 18 mars 2007, est une peintre et sculptrice tchèque et équatorienne, créatrice d'une technique artistique originale de recyclage en utilisant du ciment.

## Biographie
Gertrud Herta Sojka Baum est née le 9 décembre 1909 à Berlin, Empire allemand, au sein d'une aisée famille juive tchèque. Des archives retrouvées montrent que son père, l'ingénieur Rudolf Sojka, était impliqué dans l'entreprise d'échange de chemins de fer avec le président de l'Équateur Eloy Alfaro.
Avec sa femme, Hedwig Baum, ils donnent naissance à trois enfants : Waltre, Gertrud (la petite Trude aux longues boucles d'or tressées) et enfin Édith. Lorsque Trude est encore très jeune, la famille s'installe à Prague en Tchécoslovaquie. Son enfance passée dans cette ville historiquement riche, auprès de la rivière Vltava, où elle a appris à nager raconte-t-elle[Où ?], est source de nombreux rêves et souvenirs qui lui inspireront toute une série d'œuvres aussi tendres que révélatrices de son amour pour sa patrie et son identité. Elle habitait rue Na Poříčí.

### Formation
Trude Sojka s'intéresse pendant toute son enfance à l'art. Elle dessine déjà pour ses amies à l'internat de Lausanne, Suisse, où elle fait une bonne partie de ses études secondaires. En parallèle, comme toute fille de "bonne famille", elle doit apprendre le français, le grec, le latin et l'anglais. Elle est aussi très sportive, participant ainsi à des concours de ski et des randonnées.
Elle étudie à l'Académie de Beaux-Arts de Berlin, contre la volonté de son père qui voulait qu'elle fasse une filière économique. 
Ses croquis anatomiques relèvent d'une grande prouesse pour le dessin académique, tout comme quelques peintures et sculptures réalistes retrouvées dans la cave de sa maison à Quito. Mais ses influences vont plutôt du côté "brut" des peintres modernistes, surtout des expressionnistes allemands. Elle aime les couleurs vives et les formes. Elle admire avec passion l’œuvre des principaux peintres de l'École de Paris, en particulier Marc Chagall et Chaïm Soutine. 
Cependant, ce qui l'intéresse le plus c'est la matière. Elle s'initie à la sculpture. Elle a sans doute connu la sculptrice berlinoise Käthe Kollwitz. Elle apprécie de même l'art de son peuple d'origine. František Kupka et Otto Gutfreund figurent certainement parmi ceux qu'elle a aimés.
Sojka s'intéresse déjà aux cultures extra-européennes. Elle admire le Primitivisme, les différents symbolismes des figures africaines et du Nouveau Monde.
Une de ses œuvres a été acquise à l'époque par le Märkisches Museum de Berlin. Elle reste encore un mystère car elle n'a pas été retrouvée.

### L'Holocauste
En 1938, Sojka épouse Dezider Schwartz, un fonctionnaire public slovaque né à Nitra. Pendant ce temps, elle travaille comme secrétaire à Prague. Pendant son temps libre, elle se promène souvent avec son mari le long de la Vltava. Son frère, devenu un chimiste reconnu, prône le sionisme avec son épouse allemande Liddy Sojková Hutzler. Sa petite sœur s'est aussi mariée à un Tchèque originaire de Benešov, près de Prague : Arthur Porges. Ensemble, ils ont eu un enfant nommé Karl. Ce sont des temps difficiles, mais la famille se croit protégée par sa fortune.
En 1942, la mère de Trude, sa fille, Edith, son filleul et leur fils sont déportés depuis leur résidence au centre de Prague en direction du camp de concentration de Terezín. La première est assassinée près de Malý Trostinec. Edtih et sa famille ne survivront pas non plus à leur déportation à Auschwitz.
Cette époque de guerre reste floue. Trude Sojka n'en voulait pas parler. Tout ce que l'on peut reconstituer avec précision, c'est à partir de documents retrouvés. La recherche est menée par la petite-fille de Trude Sojka.
Trude et Dezider s'installent à Nitra, en Slovaquie, car ils pensent qu'ils seront plus en sécurité là-bas. Pourtant, ils apparaissent dans une liste de déportation vers Lublin en 1942. Leurs noms sont rayés de la liste.
Ce n'est qu'en septembre 1944 qu'ils ressurgissent dans les documents officiels. Ils sont arrêtés à Nitra de nouveau pour être transportés vers Sered' puis Auschwitz. C'est là qu'elle perd de vue Dezider. En novembre 1944, elle est envoyée dans deux sous-camps de Gross-Rosen: Kudowa-Sackisch et Zittwerke-Kleinshönau. Pendant toute cette période elle était enceinte. D'ailleurs, Zittwerke-Kleinshönau est un camp où l'on rassemble beaucoup de juives enceintes. Sojka accouche peu de temps après d'une fille, Gabriele Evelin Schwartz, qui, malheureusement mal en point comme sa mère, meurt au bout de quelques semaines. Le camp est libéré par l'armée soviétique le 11 mai 1945. Gabriele meurt le 29 mai.
Quelques mois après avoir un peu récupéré, elle voyage à la recherche de ses biens et de sa famille. Cela semble ne donner aucun résultat, lorsqu'elle voit par hasard à la Croix Rouge un papier de son frère Walter Sojka, parti se réfugier avec son épouse en Équateur, qui la cherche ainsi que le reste de la famille. Trude se presse pour partir le rejoindre, coûte que coûte. Elle se rend en Suède pour prendre un paquebot par la compagnie Johnsonline de Götborg.

### L'Équateur: une nouvelle vie
En 1947, une fois arrivée en Équateur, au port de Guayaquil, son frère la reçoit, accompagné d'un homme allemand qui est son associé dans la fabrique où il travaille, à Ambato.

#### Hans Steinitz
Cet homme allemand s'appelle Hans Steinitz, né à Katowice (aujourd'hui en Pologne, à l'époque, dans l'Empire Allemand), en 1908. Il a effectué ses études à Friburg, en Allemagne, pour devenir avocat. Il s'agit d'un petit-neveu du célèbre joueur d'échecs Wilhelm Steinitz. Il vient d'une famille juive de commerçants de carrosses et de calèches. Cependant, la première guerre mondiale les ruine. Son père est mort lorsqu'il était encore enfant. Sa mère se remarie à un non-juif, qui finit par les dénoncer à la Gestapo et les envoie, probablement lors de la Nuit des Cristaux, dans les premiers camps de concentration. Sa mère meurt. Hans est quant à lui emprisonné dans le camp de Sachsenhausen. Grâce à l'aide de ses amis, et surtout à celle du consul honoraire de l'Équateur en Suède Manuel Muñoz Borrero et de José Ignacio Burbano, consul de l'Équateur à Bremen, il réussit à falsifier son passeport et à acquérir un emploi dans une compagnie cotonnière à Guayaquil, en Équateur. De cette façon, il arrive à sortir des camps et se dirige vers son nouveau pays d'accueil. Il deviendra plus tard gérant de l'entreprise ménagère USICA (qui vend des produits électroménagers).
En 1948, Hans Steinitz et Trude Sojka se marient et partent vivre à la capitale. En 1949 naît leur première fille Eva Graciela Steinitz (morte en 2006). Ils auront deux autres filles, Miriam Edith et Anita Ivonne Lillian Steinitz. 

#### Akios
Trude Sojka commence à travailler en Équateur pour la fabrique et le magasin d'artisanat d'art que les époux Walter et Liddy Sojka ont établi et qui s'appelle Akios : le nom de la famille à l'envers, donnant Soika, écriture phonétique du nom tchèque. Il est situé dans le centre historique de la ville, dans le quartier de Mama Cuchara, à Loma Grande. Pendant que Walter Sojka monte son atelier de chimie pour fabriquer des peintures résistantes et d'autres produits, Liddy emploie un grand nombre d'artisans indigènes équatoriens travaillant dans tous les domaines afin de fabriquer des tapis, des tissus, des meubles, des sculptures et des peintures, de la joaillerie, des vêtements, etc. Akios a aidé à développer le marché de l'artisanat en Équateur et à le faire connaitre ailleurs. Ainsi, les produits s'exportent aux États-Unis et en Europe. Le couple Sojka voyage beaucoup et fait bientôt fortune.
Trude Sojka, quant à elle, aide à concevoir des modèles, enseigne des techniques de peinture et de sculpture, la manipulation du verre et d'autres matériaux européens qu'elle connait bien. En même temps elle apprend la céramique et approfondit son savoir sur les cultures indigènes. Cet échange est fondamental pour la suite de son œuvre.
Par la suite, elle se consacre entièrement à son art ; elle travaille dans son propre atelier dans la maison qu'elle construit avec son mari à la naissance de ses filles, jusqu'à sa mort le 18 mars 2009, à 97 ans, dans sa propre chambre.
Elle établit des contacts avec des artistes équatoriens tels que Gilberto Almeida, Víctor Mideros (es), Manuel Rendón (es). Elle garde jusqu'à la fin une amitié particulière avec la dessinatrice Pilar Bustos. Par ailleurs, elle a comme élève en sculpture Oswaldo Guayasamín.

## L'art: une quête de la paix
L'art de Trude Sojka est pour elle plus qu'une simple thérapie pour soigner son traumatisme de la guerre. Il s'agit d'un legs à l'humanité de son expérience de vie, une plaidoirie pour la paix dans le monde. Elle a l'intention d'exprimer, non seulement ses affreux vécus mais, et surtout, le côté positif et contemplatif de la vie, son changement, le mouvement constant, toujours avec cette arrière-pensée "c'est pour le bien".

### Une technique particulière

#### Matières
Sojka est l'une des premières artistes en Amérique Latine et peut-être ailleurs à employer du ciment pour fabriquer ses tableaux et sculptures. D'ailleurs, elle modèle ses tableaux comme des sculptures, en utilisant ses mains et des outils propres à la céramique. Elle a commence à utiliser cette matière lors de la construction de sa maison à Quito car c'était peu cher, résistant et ça séchait vite à l'air libre (pas besoin d'un four comme pour l'argile). Par contre, ça ne s'agrippe pas à la surface, à la base du tableau (souvent du bois ou du carton au tout début de son œuvre en Équateur). Alors son frère, chimiste, lui fabrique une colle spéciale ("Acrylo-vinilo") avec de la résine. Elle peint par-dessus avec la toute nouvelle invention : la peinture acrylique.
Trude Sojka ne peut pas oublier l'importance des petites choses après l'expérience des camps. Elle sait combien il est important de garder un maximum, de ne pas jeter, de réutiliser. Elle devient alors pionnière en Équateur de l'art fait avec du recyclage. Personne, dans les années 1950-60, ne comprend pourquoi elle ramasse des clous, des fils de fer, des boutons, etc. dans la rue, et comment à partir de verre cassé, de morceaux de rideau, de laiton ou de carrelage, de coraux, de pierres, de coquillages, de graines, de bois flottants, elle parvient à faire de l'art. Mais elle les introduit comme éléments fondamentaux de ses sculptures et peintures, chacun avec leur propre signification particulière.

#### Couleur et énergie
L'art de Sojka se caractérise par des couleurs intenses. Les couleurs les plus utilisées sont le bleu et celles qui se trouvent dans l'échelle du jaune aux orangés. Il est bon de savoir que la couleur préférée de l'artiste était le blanc. Le relief apporte une brillance particulière à la matière. Si, d'une part, la composition n'est pas toujours claire, des lignes de force sont pourtant omniprésentes, souvent en diagonale. Dans ses premiers tableaux, on trouve des perspectives obliques, avec une forte profondeur de champ. Dans ses tableaux postérieurs, un fond uniforme se relie aux personnages et aux objets, ces derniers ne se distinguant plus du fond à première vue.
L'omniprésence de lignes courbes, même dans les œuvres les plus géométriques, souligne le caractère organique, dansant, en mouvement. Il n'y a jamais de statisme. La matière et les couleurs sont traitées avec beaucoup d'énergie : on ressent la force de l'artiste qui ne se résigne pas à céder aux aléas de sa vie ; elle résiste.

### Sujets
Dans un premier temps, Sojka travaille sur des sujets très durs, évoquant les camps de concentration, la mort, la douleur, la souffrance. Mais peu à peu, des fenêtres lumineuses apparaissent : un personnage faisant une prière, des scènes plus tendres, des oiseaux. Elle regagne la paix et la liberté dans sa vie, elle croit au futur.
Elle fait souvent référence dans ses œuvres à ses sources d'inspiration (Chagall, Munch) et aux cultures Précolombiennes et Indigènes autochtones de l'Équateur.
Elle dépeint des scènes de danse, de mouvement de l'univers, la nature, des scènes mythologiques qui lui font se demander pourquoi elle existe (encore). Elle représente également des souvenirs d'Europe : des paysages de Prague, de la rivière Vltava, des bois, des champs, etc.
Dans les années 1980-90, lorsque sa fille Miriam adopte une petite indienne, puis lorsque sa fille Anita donne naissance à son unique fille, elle fait une série de tableaux représentant des contes, des familles et des mères avec leur enfant. C'est une période de gaieté.
Ses dernières œuvres changent de format, elles se font plus petites. Sojka cesse de faire des sculptures, se dédie plus à la peinture sur verre. Son dernier grand tableau, datant de 2005 (elle avait 95 ans) est un cadeau à sa fille atteinte de cancer, représentant son chat buvant du lait bienfaiteur.

## Maison Musée Trude Sojka[2]
En 2009, pour le deuxième anniversaire de la mort de Trude Sojka, sa fille Anita Steinitz ouvre au public la maison de son enfance sous le nom de Casa Cultural Trude Sojka. Depuis 2020, elle devient Cas Museo Trude Sojka (Maison Musée Trude Sojka). Le musée présente les plus de 300 œuvres exhibées en expositions thématiques qui se succèdent à tour de rôle.
Les visiteurs peuvent également y apprécier le jardin de sculptures, avec les plantes d'origine de la maison. Par ailleurs, l'immense collection du mari de Trude, Hans Steinitz, a été transformée en bibliothèque, et la cuisine en café où la famille sert ses pâtisseries et des collations est-européennes et juives. Des expositions temporaires, des concerts, des projections, des conférences et de nombreuses autres activités culturelles sont organisées, en utilisant les espaces adaptables de la maison. C'est par ailleurs à cet endroit que les habitants tchèques de l’Équateur se réunissent de temps à autre. Le Yad Vashem a nommé la maison culturelle Trude Sojka un Mémorial de la Shoah ; elle a été également décrite comme un hâvre de liberté par la Claims Conference de la communauté de l'Ohio, parce que la vie et l’œuvre de Sojka et de sa famille constituent un exemple célèbre de survie et de renouvellement, de lutte contre l'antisémitisme, la xénophobie et d'autres types d'intolérance.